# اچ‌ام‌اس پلاسنتیا (۱۷۸۹)
اچ‌ام‌اس پلاسنتیا (۱۷۸۹) (به انگلیسی: HMS Placentia (1789)) یک کشتی بود. این کشتی  در سال ۱۷۸۹ ساخته شد.